# Mô hình Gaussian hỗn hợp
Mô hình Gaussian hỗn hợp (Gaussian Mixture Model - GMM) là một hàm tham số mật độ xác suất được biểu diễn như là một tổng trọng số của các mật độ Gaussian thành phần. GMM được sử dụng rộng rãi như là một mô hình tham số của phân phối xác suất của các phép đo liên tục hay tính năng trong một hệ thống sinh trắc học. Các tham số GMM được đánh giá từ việc huấn luyện dữ liệu sử dụng thuật toán lặp cực đại hóa kỳ vọng (Expectation Maximization – EM) hoặc tối đa hậu nghiệm (Maximum A Posteriori – MAP) Một mô hình GMM là tổng thành phần của k thành phần mật độ Gaussian được cho bởi công thức sau:
f(x)= ∑_(i=1)^k▒〖p_i N(x|μ_i σ_i^2)〗
Trong đó: K: Số vùng, số thành phần Pi: Trọng số với ∑_(i=1)^k▒〖p_i=1〗
Mỗi thành phần mật độ là một hàm Gaussian:
N(x│μ_i σ_i^2)=1/(σ√2π) exp⁡((-x〖(x-μ_i)〗^2)/(2σ_i^2)),
μ_i,σ_i^2 là trung bình và độ lệch chuẩn của lớp thứ i.